# Interstate 16
Interstate 16 eller I-16 är en väg, Interstate Highway, i delstaten Georgia, USA. Den går i öst-västlig riktning och mäter 268 km. Vägen är samma väg som  State Route 404